# Prismognathus subnitens
Prismognathus subnitens là một loài bọ cánh cứng trong họ Lucanidae. Loài này được Parry mô tả khoa học năm 1862.